# Brometo de actínio(III)
Brometo de actínio(III) é o composto de fórmula química AcBr3.

## Referência
1. Georg Brauer: Handbuch der Präparativen Anorganischen Chemie. 3., umgearb. Auflage. Band I. Enke, Stuttgart 1975, ISBN 3-432-02328-6, S. pág.1126

Esta categoria reúne artigos sobre  Actínio.